# Doris Schweitzer
Doris Schweitzer (* im 20. Jahrhundert) ist eine deutsche Soziologin, die als Professorin für Soziologie mit dem Schwerpunkt Soziologische Theorie und Theoriegeschichte an der Johann Wolfgang Goethe-Universität Frankfurt am Main forscht und lehrt. Ihr Forschungsschwerpunkt ist die Rechtssoziologie.

## Werdegang und Wirken
Schweitzer studierte von 1995 bis 2003 Rechtswissenschaft und Soziologie an der Albert-Ludwigs-Universität Freiburg und schloss das Jura-Studium mit dem 1. Staatsexamen und das Soziologie-Studium mit dem Magister-Examen ab. Es folgten diverse Lehraufträge an der Albert-Ludwigs-Universität Freiburg, der Pädagogischen Hochschule Freiburg und der Universität Konstanz. Ihr Rechtsreferendariat mit der Zweiten juristischen Staatsprüfung absolvierte sie von 2005 bis 2007 in Baden-Württemberg.
Von 2009 bis 2018 war Schweitzer Wissenschaftliche Mitarbeiterin an der Universität Konstanz. Unterbrochen wurde diese Tätigkeit 2010/11 durch ein Fellowship am Käte-Hamburger-Kolleg „Recht als Kultur“ in Bonn. Ihre Promotion im Fach Soziologie erfolgte 2010 an der Universität Freiburg.
Bis 2021 übernahm sie Vertretungsprofessuren an der Justus-Liebig-Universität Gießen, der Universität Frankfurt am Main sowie der Universität Erfurt. Ihre Habilitation und Ernennung zur Privatdozentin mit der Venia Legendi für Soziologie erfolgte 2020 an der Universität Gießen. Seit dem Wintersemester 2021/22 ist Schweitzer Professorin an der Universität Frankfurt.
Schweitzer gehört zum Herausgeberkreis der Zeitschrift für Rechtssoziologie und zum Vorstand der Sektion Rechtssoziologie in der Deutschen Gesellschaft für Soziologie (DGS).
Ihr aktuelles Forschungsprojekt (Stand 2025) hat den Titel Die rechtliche Neuordnung der Dinge. Darin untersucht sie, unter Rückgriff auf die frühen Soziologen Karl Marx, Émile Durkheim, Ferdinand Tönnies und Max Weber, wie sich Rechtssubjekte und Rechtsobjekte im Lauf der Zeit verändert haben. Durch neue Eigentumsformen habe sich die Bestimmung dessen, was im und durch das Recht zu einem Ding gemacht wird, geändert – zum Beispiel genetische Daten, Ideen, Körperfragmente, Saatgut. Zugleich erhielten zunehmend nicht-menschliche Entitäten den Status von Rechtssubjekten – zum Beispiel die Natur bzw. Naturobjekte wie Flüsse oder Gletscher; Tiere; Roboter. Eine derartige rechtliche Neuordnung der Dinge, ein Wandel in der Regierung der Dinge, so Schweitzers These, führe zu einem Wandel in der Regierung der Menschen. Dabei sei auch zu debattieren, ob nicht auch die soziologische Theorie in ihren Konzepten des Akteurs, der Handlung und der Zurechnung vor Veränderungen steht.

## Schriften (Auswahl)
Monographien
- Topologien der Kritik. Kritische Raumkonzeptionen bei Gilles Deleuze und Michel Serres. Lit, Berlin/Münster 2011, ISBN 978-3-643-11081-7 (zugleich Dissertationsschrift, Albert-Ludwigs-Universität Freiburg 2010).
- Juridische Soziologien. Recht und Gesellschaft von 1814 bis in die 1920er Jahre. Nomos, Baden-Beden 2021, ISBN 978-3-8487-6878-3 (zugleich Habilitationsschrift, Justus-Liebig-Universität Gießen, 2021).

Mitherausgeberschaften
- Die Figur des Dritten. Ein kulturwissenschaftliches Paradigma. Suhrkamp, Frankfurt am Main 2010, ISBN 978-3-518-29571-7.
- Rethinking order. Idioms of stability and destabilization. Transcript, Bielefeld 2015, ISBN 978-3-8376-2472-4.

Beiträge in Sammelbänden
- Wie das Recht dem Ethnologen im Gerichtssaal abhandenkam. In: Marcus Twellmann (Hrsg.), Wissen, wie Recht ist. Bruno Latours empirische Philosophie einer Existenzweise. Konstanz University Press, Paderborn 2016, ISBN 978-3-86253-084-7, S. 237–257.
- Tönnies und die Rechtswissenschaften seiner Zeit. In: Cornelius Bickel und Sebastian Klauke (Hrsg.) Ferdinand Tönnies und die Soziologie- und Geistesgeschichte. Springer VS, Wiesbaden 2022, ISBN 978-3-658-39240-6, S. 237–257.
- Eugen Ehrlich und die (Rechts-)Soziologie im frühen 20. Jahrhundert. In: Marietta Auer und Ralph Seinecke (Hrsg.), Eugen Ehrlich. Kontexte und Rezeptionen. Mohr Siebeck, Tübingen 2024, ISBN 978-3-16-162173-4, S. 275–298.
- Ferdinand Tönnies. Gemeinschaft und Gesellschaft. In: Alfons Bora und Andrea Kretschmann (Hrsg.), Soziologische Theorien des Rechts. Eine Einführung anhand von Schlüsseltexten. Velbrück, Weilerswist 2024, ISBN 978-3-95832-361-2, S. 50–62.